# يان غارنت
يان غارنت (بالإنجليزية: Ian Garnett)‏ هو ضابط بحري بريطاني، ولد في 27 سبتمبر 1944 في سري في المملكة المتحدة.